# 李大钊故居 (乐亭)
李大钊故居位于河北省乐亭县大黑坨村，建于1881年。故居分为前中后三院，为冀东农村地区典型的穿堂院式建筑。中国共产党早期领导人李大钊诞生于此。现为全国重点文物保护单位。
另外，河北省乐亭县新城区还建有李大钊纪念馆。